# Leucomium steerei
Leucomium steerei là một loài Rêu trong họ Leucomiaceae. Loài này được B.H. Allen & Veling mô tả khoa học đầu tiên năm 1987.